# Kiosque
Un kiosque est un élément d'architecture légère, destiné à l'agrément, rapporté du Moyen-Orient en Occident au XVIIe siècle. Le mot est dérivé du persan kūšk  « palais » et du turc kôsk, même sens, à l'image du palais stambouliote de Topkapi datant du XIVe siècle . Il prend la forme d'un belvédère ou petit pavillon  de jardin ouvert de tous côtés, surplombé d'un toit. Prisé de la noblesse européenne, il permettait aussi bien d'admirer le paysage jardiné que de proposer une scène de concert ou de théâtre en plein air. 
En Europe, au début du XIXe siècle, le kiosque quitte le cadre exclusif du jardin, pour agrémenter l'urbanisme de la ville et offrir une scène toiturée restant ouverte et légère, propice à l'organisation d'un divertissement : il devient le kiosque à musique, autour duquel se déroulent danses et fêtes. Les kiosques érigés dans les jardins devenus publics voient leur destination de lieu de contemplation ou de récréation ainsi doublée d'un usage festif ponctuel. Au milieu du XIXe siècle il a également conquis le domaine commercial en devenant point de vente de journaux comme de denrées alimentaires. Et enfin il conquiert l'univers militaire au début du XXe siècle, désignant la tourelle surplombant le corps des sous-marins.

## Origine du mot et premières évolutions

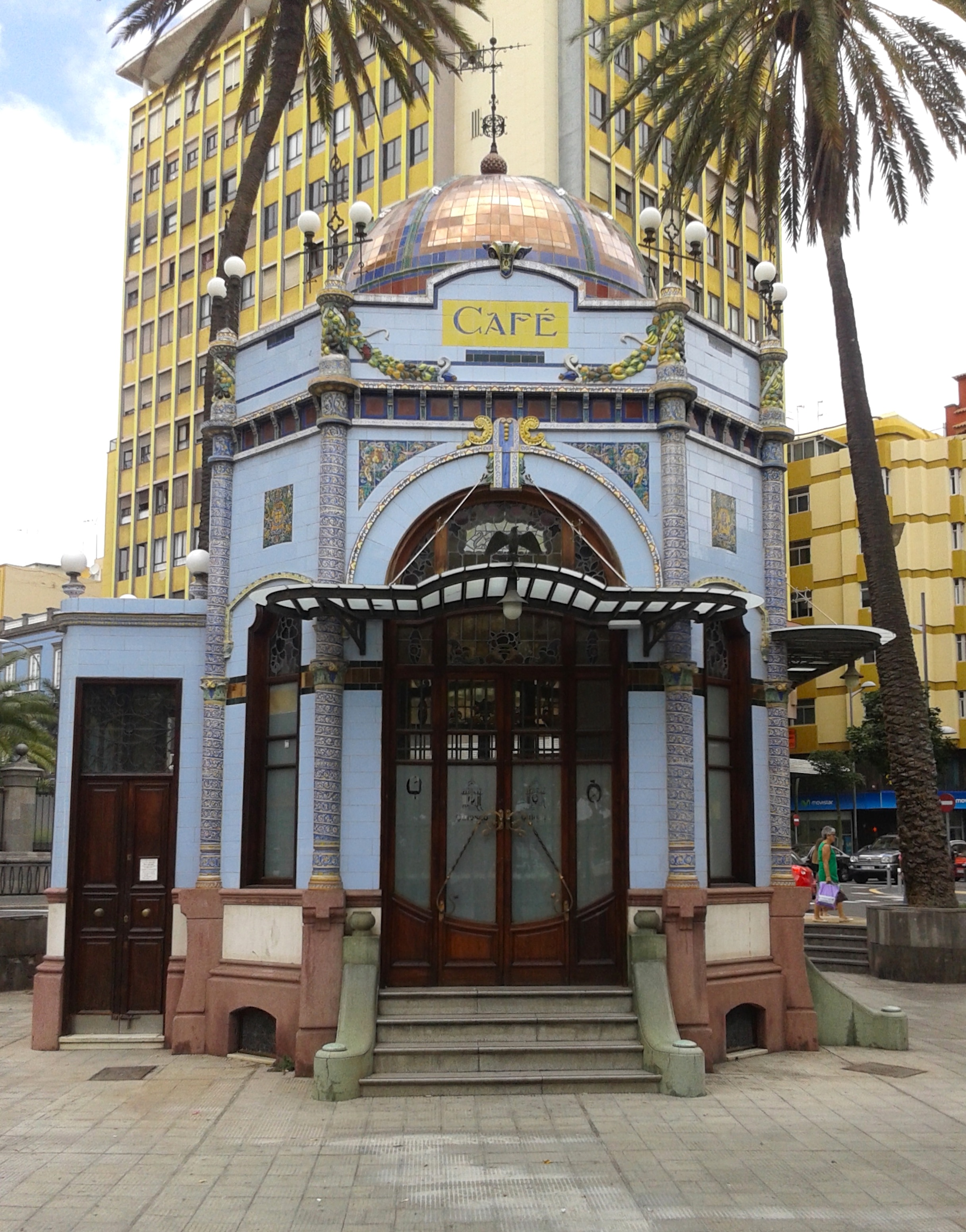
Kiosque Art nouveau à Las Palmas de Gran Canaria.

Le terme est emprunté entre 1594 et 1608 (selon les études de R. Arveiler et Cayet) à l'italien des jardiniers de l'époque maniériste : chiosco, chioschi au pluriel. Le mot vient du turc médiéval kieuchk qui est écrit köşk en turc moderne. Il dérive de manière plus lointaine du persan کوشک / kušk qui signifie « palais », « salle haute », « galerie » ou « salon ».
La graphie française chiosque est attestée en 1654. 
Les kiosques se répandent en Perse, en Inde et au cœur de l'Empire ottoman à partir du XIIIe siècle. Ils apparaissent plus tardivement autour du bassin méditerranéen et dans l'ensemble du Proche-Orient. 
Le mot garde une phonétique similaire : en langue portugaise quiosque et en roumain chioșc.
Le mot d'origine perse, pourrait avoir initialement désigné un objet servant à fournir de l'ombre. Un examen plus approfondi de l'étymologie révèle que le mot köşk a la même racine que le mot turc gölge qui signifie « ombre ». Le pavillon pourrait donc être aussi une simple tente tendue par la pointe, comme le toit en pavillon de la plupart des kiosques.
Au cours du XVIIIe siècle, les multiples influences orientales en Europe firent du kiosque un élément important des jardins : fabrique de jardin ou pavillon. Le roi Stanislas de Pologne fait édifier pour observer les splendides jardins de son palais de Lunéville un kiosque qui a toutes les caractéristiques d'une bâtisse-belvédère à étages jouxtant une grande galerie en son milieu avec à la fois de vastes fenêtres vitrées au rez-de-chaussée et un chemin de ronde abrité à l'étage supérieur.
Le kiosque des places publiques accueille les spectacles d'artistes et les concerts de musiciens. Quoique plus modeste, il est l'héritier des divers kiosques des sociétés de cour. En 1893, le kiosque à musique est bien souvent un simple abri circulaire dans un jardin public ou sur une place publique qui permet d'accueillir des musiciens pour un concert en plein air, en journée ou en nocturne si l'éclairage est offert.
En dehors du sens d'agrément de l'espace public, surgit vers 1848 le sens économique du kiosque en tant que point de vente. La mutation est européenne puisque le mot allemand der Kiosk s'applique d'abord au sens économique. Il s'agit d'une petite boutique installée sur le trottoir ou accessible depuis celui-ci. Le kiosque à journaux est un édicule établi sur les voies fréquentées, dans les lieux publics, comme les gares. Le kiosquier, kiosquaire ou kiosquiste y vend des journaux, des revues et/ou des livres. Mais il existe aussi des kiosques de distributions d'objets divers : kiosque à fleurs, à tabac ou à souvenirs.

## Kiosque ou pavillon de jardin
En Turquie, le mot kiosk désigne au XXIe siècle une construction de style ottoman, en bois recouvert d'un parement de pierres, à plusieurs étages, qui servait principalement de résidence d'été ou d'hiver pour les riches dans l'ancien palais impérial ottoman. Il y a de nombreux kiosques à l'intérieur et à proximité du palais de Topkapı à Istanbul, et ils sont encore fréquents en Grèce. Les kiosques turcs sont généralement polygonaux.

Kiosque à Istanbul
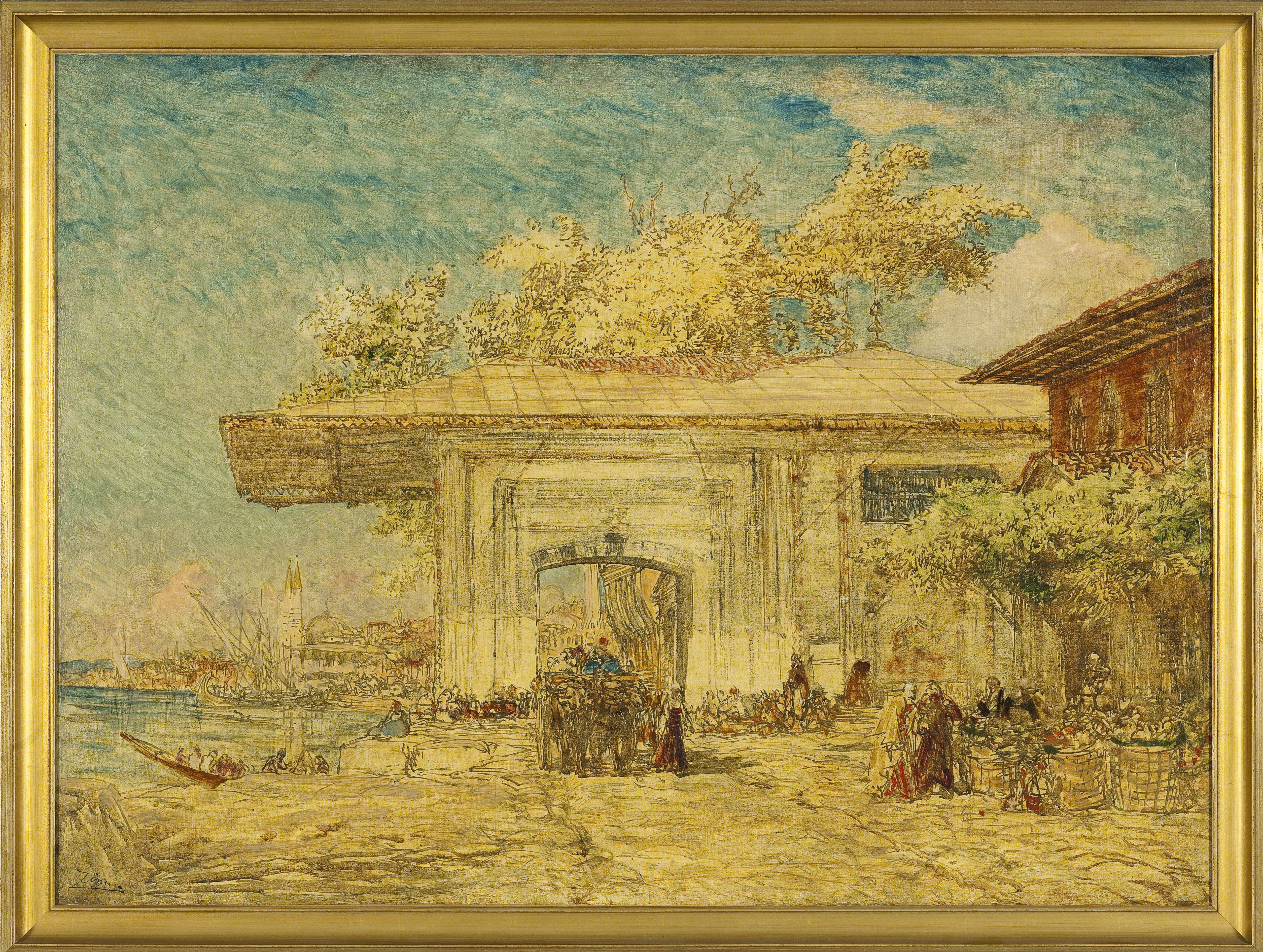
Constantinople, le kiosque des Janissaires, Félix Ziem, 1880-1885, Petit Palais, Paris.
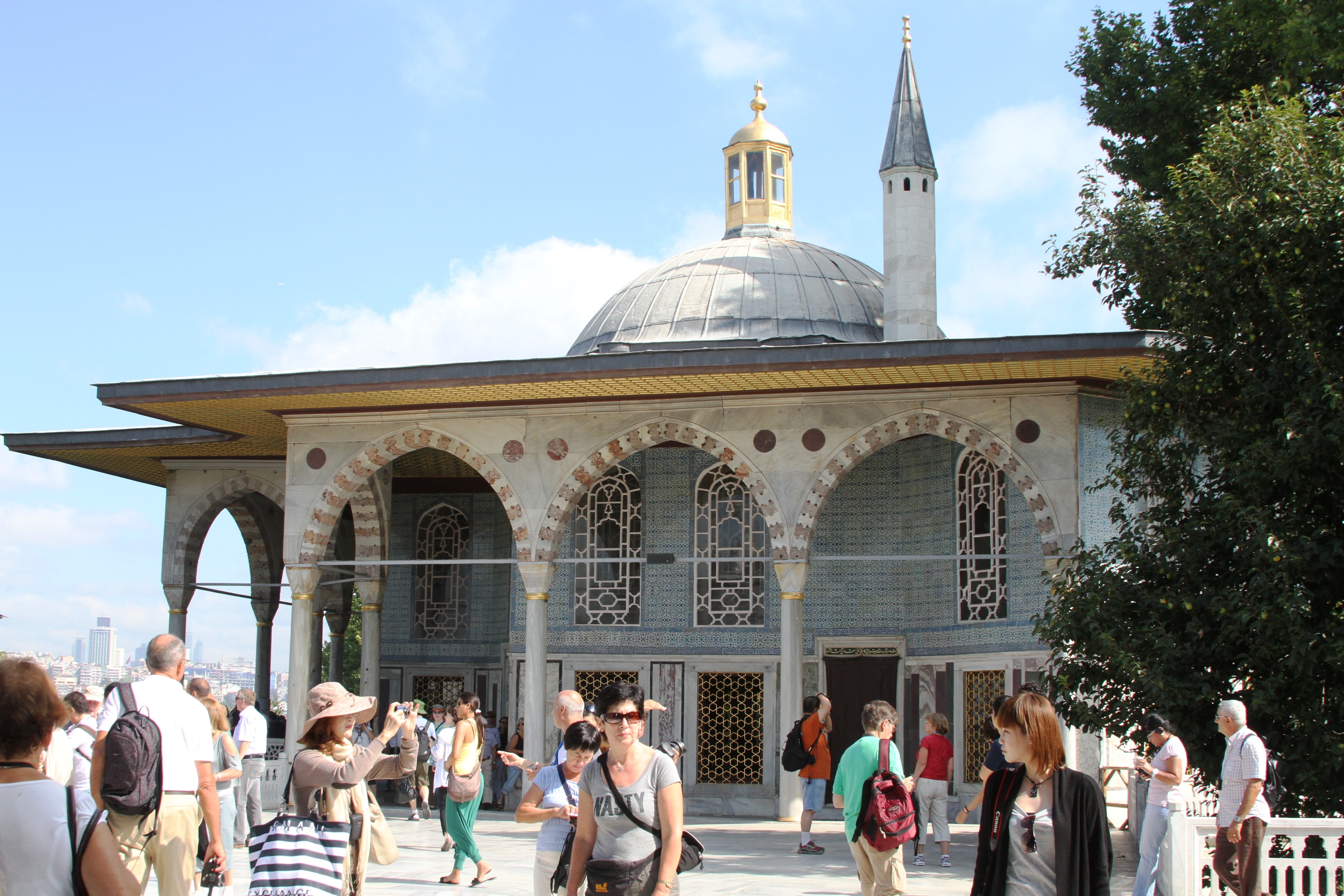
Kiosque de Bagdad, palais de Topkapı, Istanbul.

## Kiosque à musique
Un kiosque à musique est une construction pour le divertissement, typique au XIXe siècle et début du XXe, de l'aménagement des villes et des parcs, très ouverte, symétrique par rapport à l'axe central (forme panoptique) et de plan polygonal.

## Édicule urbain

### Kiosque à fleurs
Un kiosque à fleurs est un kiosque où l'on vend des fleurs.

### Kiosque à journaux
Un kiosque à journaux est une petite boutique installée sur un trottoir où l'on vend essentiellement des journaux et des magazines.
Inauguré le 15 août 1857 sur les Grands Boulevards parisien, les kiosques à journaux emblématiques de la ville ont été conçus par l'architecte français Gabriel Davioud. À cette époque, l'emploi des personnes pour les kiosques à journaux était réservé aux veuves de militaires et aux fonctionnaires afin qu’elles puissent accéder à un petit revenu. Dès 1859, les premiers kiosques sont remplacés par un nouveau modèle de forme octogonale en chêne, muni d'un dôme en zinc surmonté d'une flèche. 
En 2016, la maire de Paris, Anne Hidalgo, propose de les remplacer par de nouveaux modèles plus modernes et fonctionnels. Une pétition demande le maintien des anciens kiosques, estimant qu'ils participent à l'image romantique de Paris.

### Kiosque à journaux en Italie
En Italie, la vente des supports de presse papier, quotidiens, hebdomadaires et mensuels est très réglementée. À l'exception des petites bourgades où elle peut être cumulée avec un tabac, ailleurs, elle doit être totalement indépendante. C'est pourquoi, dans les villes italiennes on trouve énormément de kiosques (Edicola) à tous les coins de rue. Dans les zones touristiques, on y trouve aussi des cartes postales.   

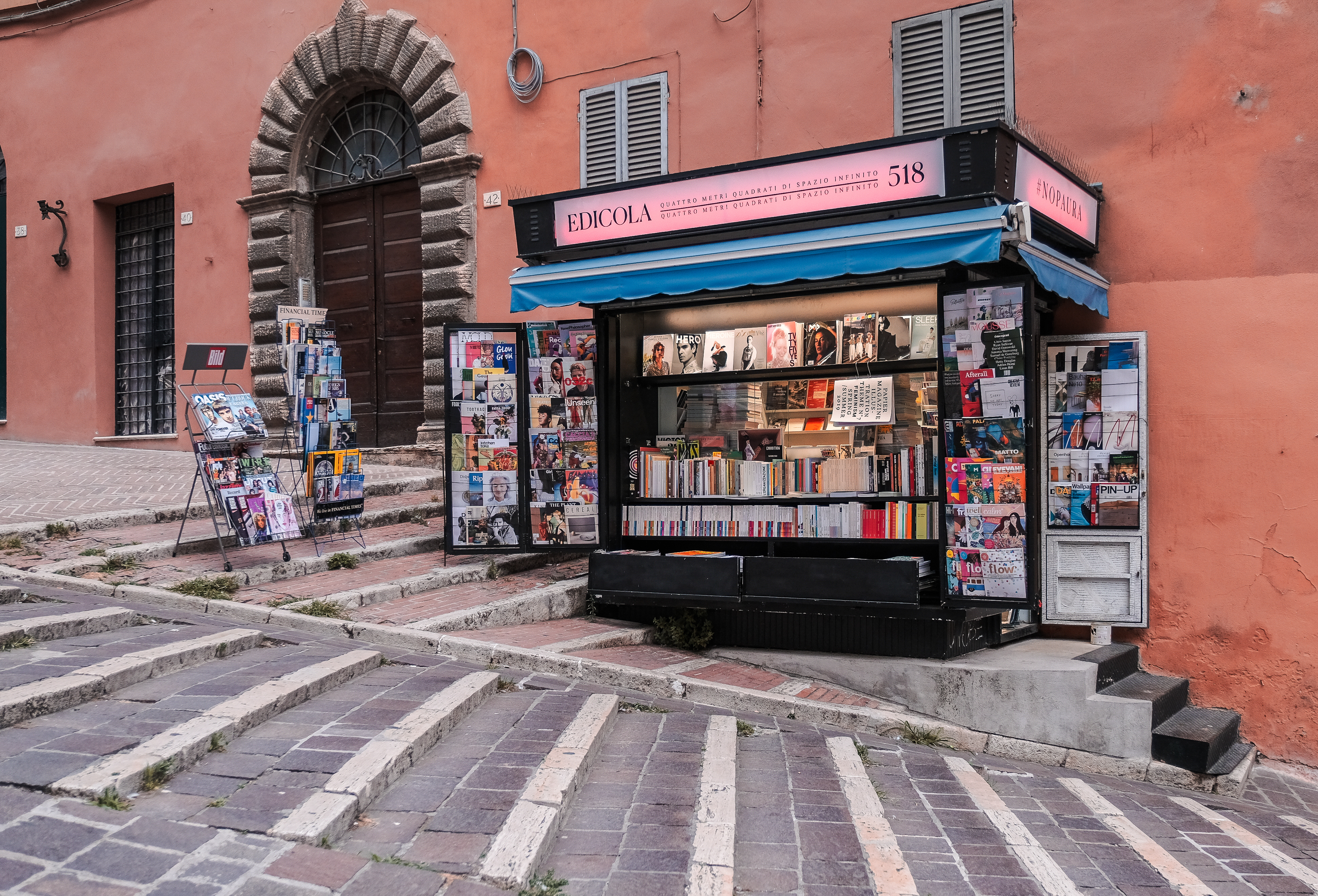
Edicola - Kiosque à journaux à Peruggia (Pérouse) Italie
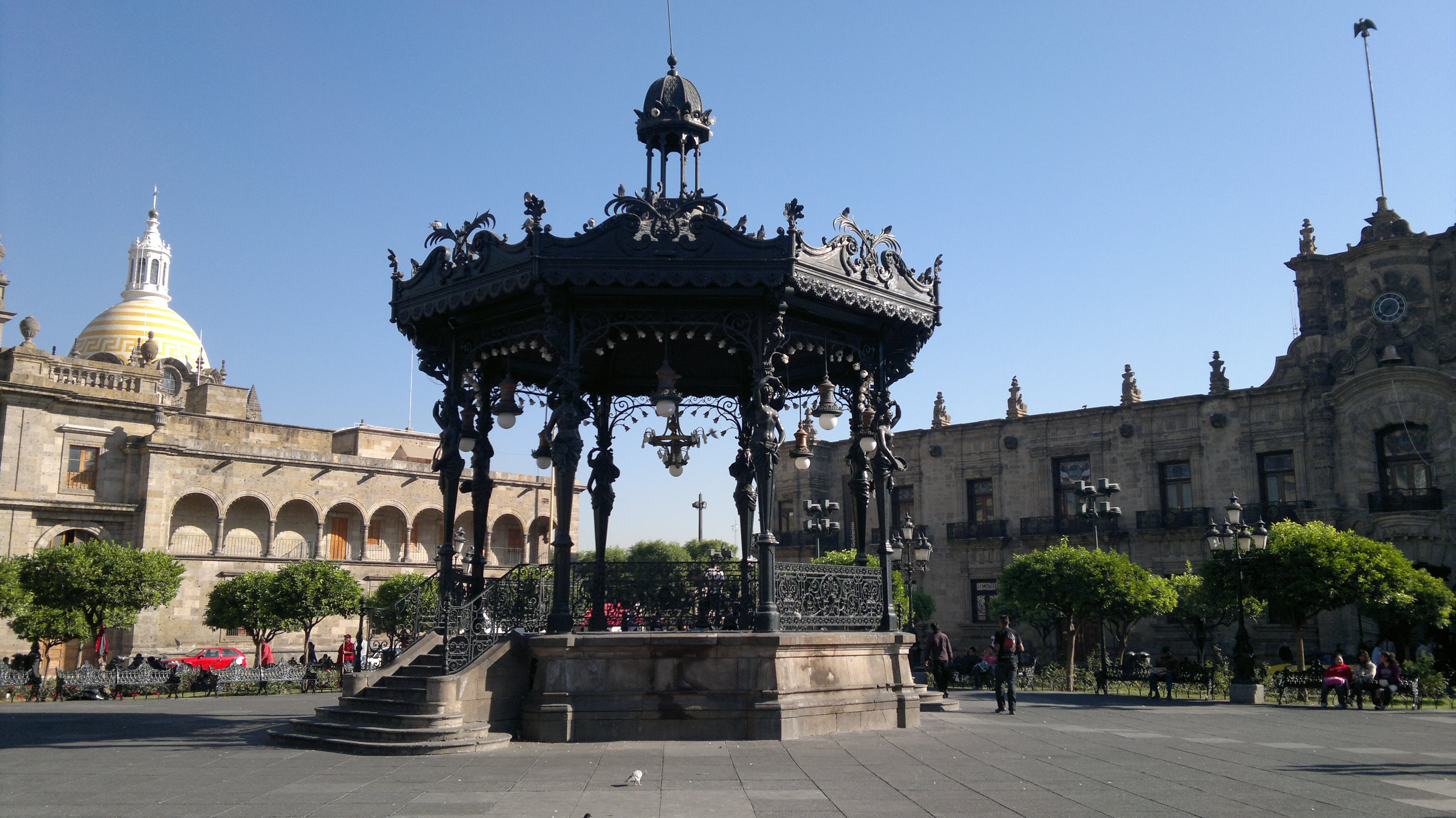
Kiosque à Guadalajara (Mexique) 1910, à l'occasion du centenaire de l'indépendance du pays
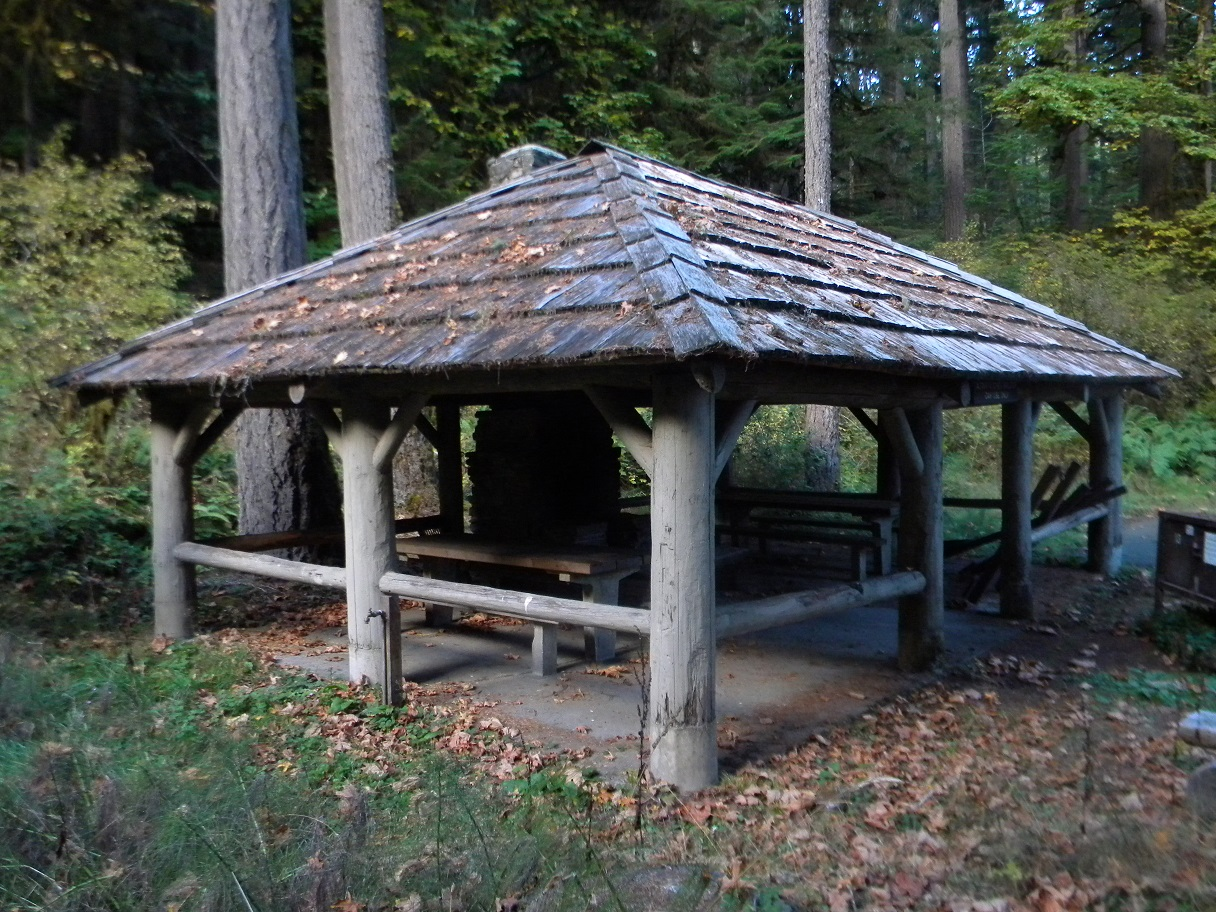
L'Altair Campground Community Kitchen, un kiosque américain situé dans le comté de Clallam, État de Washington)
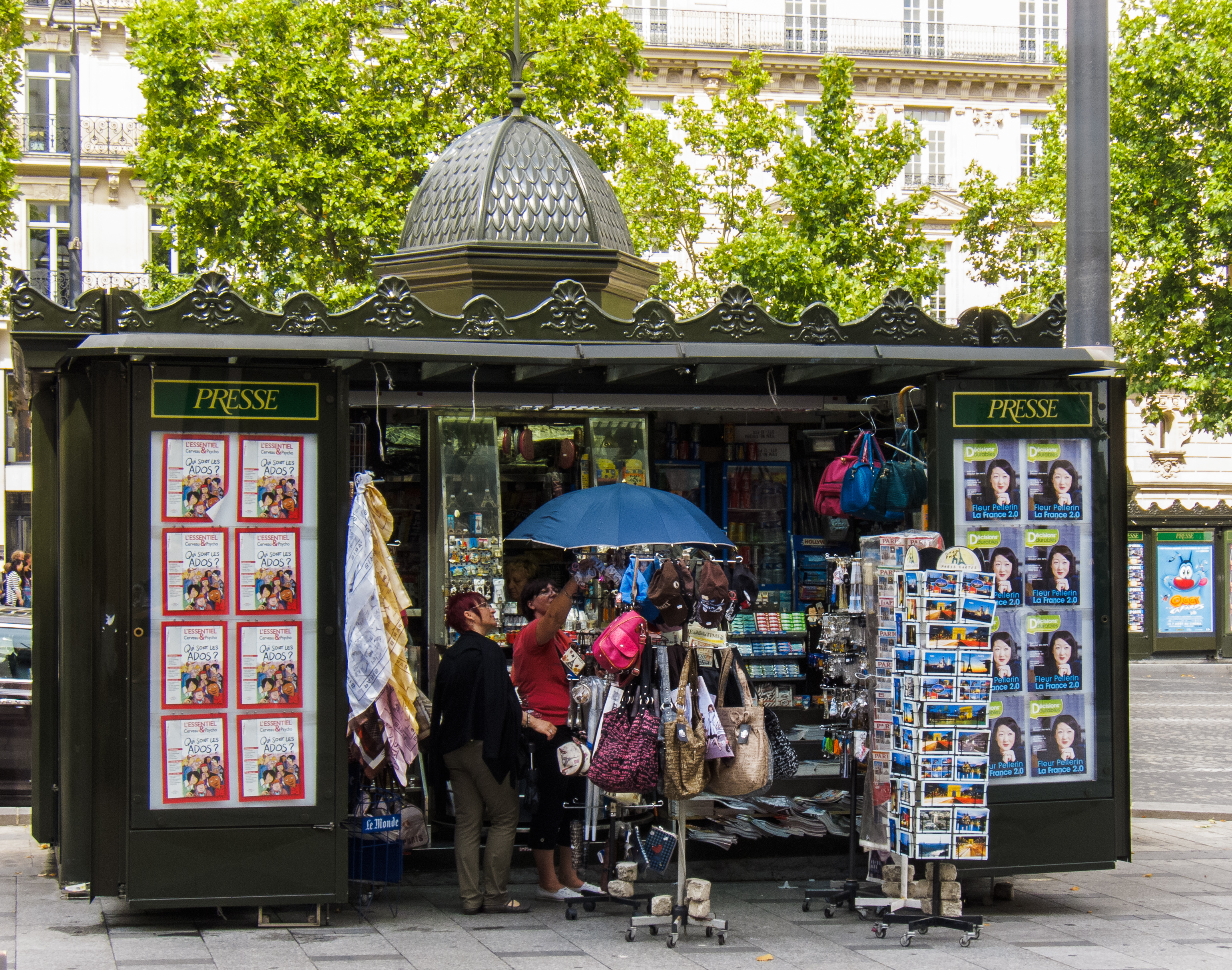
Kiosque à journaux à Paris (ancien modèle)

## Terme de marine et d'architecture

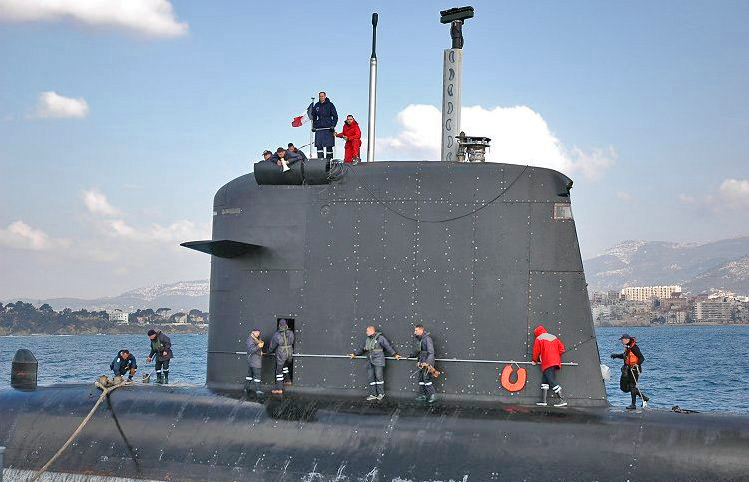
Kiosque du sous-marin nucléaire français Casabianca (S603).

Entre 1900 et 1912, le terme kiosque acquiert auprès du grand public un sens d'architecture maritime. Il s'agit d'un lieu central abrité, véritable dispositif panoptique de commandement et d'action sur les dispositifs embarqués.
Le kiosque de timonerie est un abri vitré sur le pont d'un bâtiment pour protéger le personnel et les appareils de navigation. Parfois, sur de modestes croiseurs ou sur de puissants cuirassés, le kiosque est positionné sur un aménagement de passerelles pour que le commandant et ses seconds, avec jumelles, instruments de navigation et cartes marines, puissent opérer la manœuvre et donner les ordres au combat.
Sur un sous-marin, le kiosque est la superstructure centrale qui comporte une partie supérieure ou « baignoire », servant de passerelle pendant la navigation en surface. Après l'immersion, le cœur du kiosque est le lieu d'utilisation du périscope.
En architecture, le vocable désigne toute structure portante suffisamment ouverte pour offrir un dispositif panoptique, au moins provisoire. Ainsi la partie centrale en corniche du chapiteau d'un cirque à mât unique prend cette dénomination technique.

## Service de vente ou de mercatique
Né en 1984, le kiosque est un système de vente de service par téléphone ou par minitel avant l'essor d'internet,.